# 虐待動物

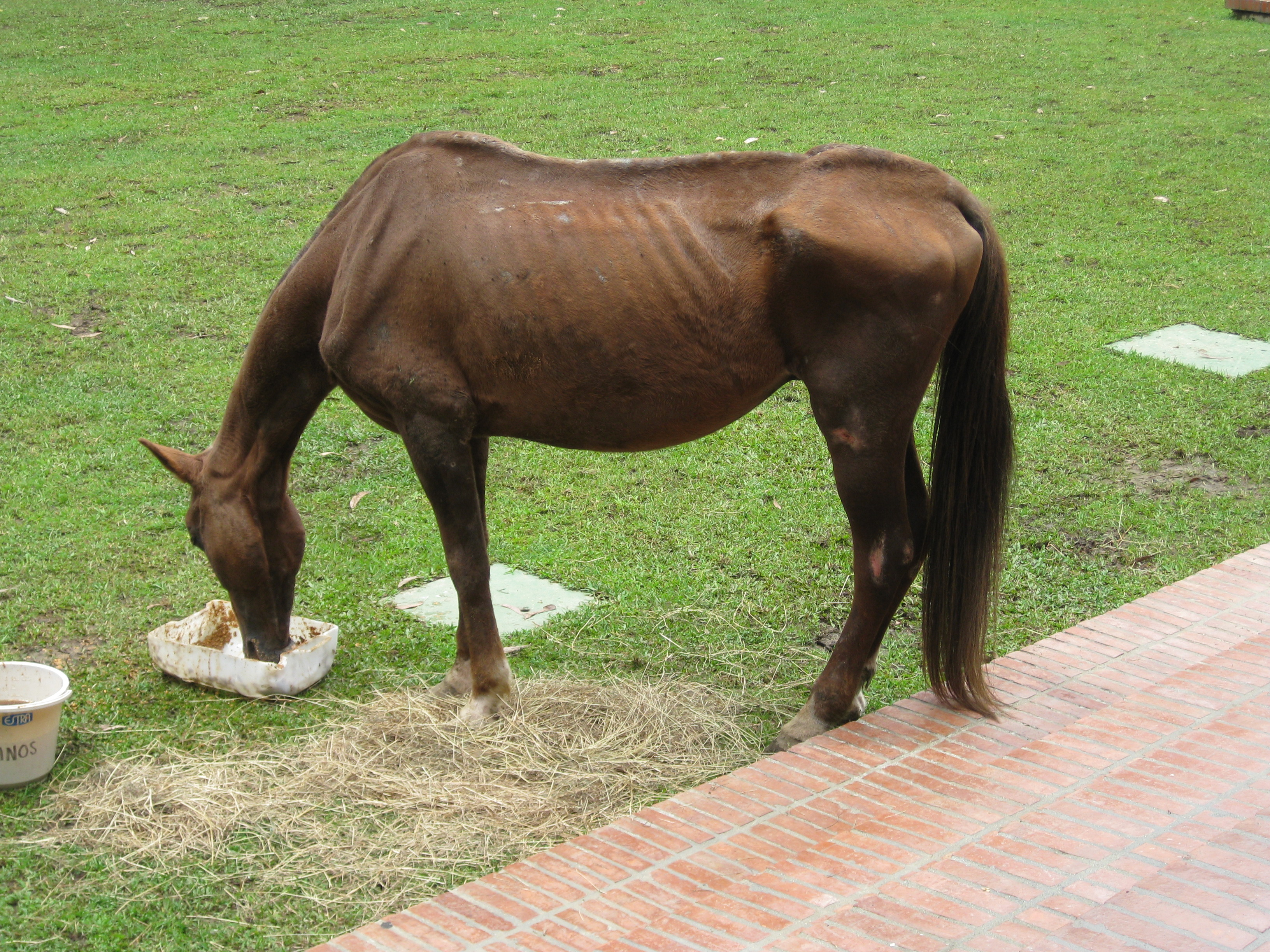
一匹營養不良的馬在獸醫診所吃東西

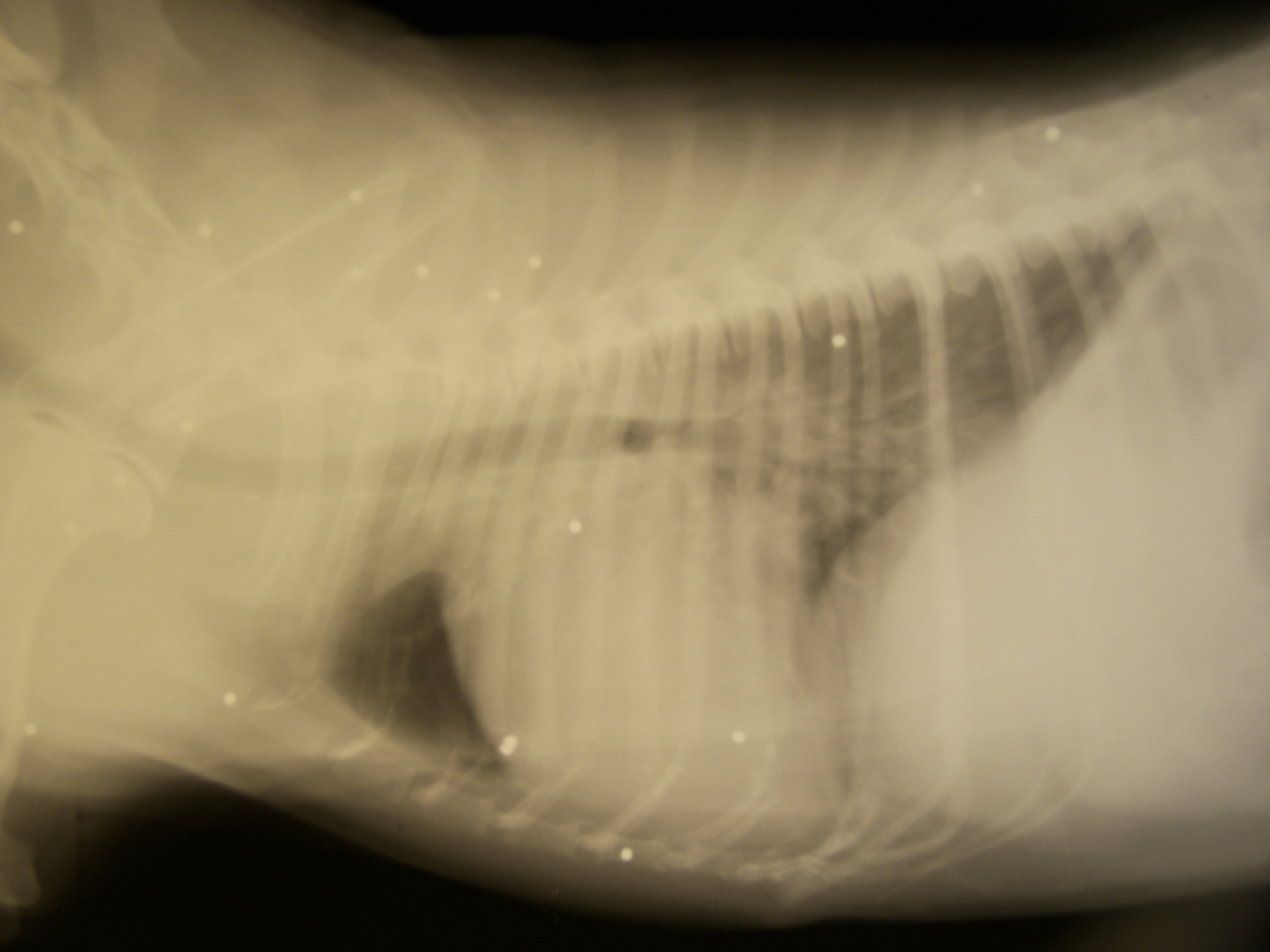
一隻遭受散彈槍射擊的貓的X光片，白點為散彈槍彈丸

虐待動物是指人类對非人类動物蓄意或非蓄意施行使该動物承受痛苦或傷害的行为。無論该行为是否違反事發國家的法律，如符合条件，皆可被視爲虐待動物。虐待動物的行为可以分爲幾種，如其動機是由此获取肉食或毛皮，即是宰殺；對於不同宰殺方式的殘酷程度有各种不同的看法。虐待动物有时僅是针对虐待動物以获取娛樂的人的指控。不少人认为虐待动物是令人憎恶且不道德的。
动物福利运动和动物权利运动对虐待动物有两个不同的標準。动物福利者的觀點认爲人类將非人类动物作为一種資源取用，本質上沒有錯，但這些行爲需要最大程度地减轻该动物在這個過程中所承受的不必要的損害和痛苦，這亦即是「人道待遇」。动物权益者则认为禁止將非人类动物作为一種資源取用，是徹底终止或避免对非人类动物造成傷害的唯一途径。功利主义者會傾向以成本效益去決定對该动物的可行待遇，其结論盡不相同。一些功利主义者支持動物福利者的觀點，然而其他或许會支持動物权益者，對動物提供較嚴格的保护。

## 定义和各种觀點
素食主义者和动物保护主义者吕碧城，是在二十世纪提出禁止虐杀动物的先驱者。她直言動物不是天然是人类的食物，非則人类遇上獅虎豹等猛兽也當是其食物。她提倡素食，認爲食用動物是一種罪恶；這在當今世俗觀點看來是偏激的。1929年5月，她应国际保护动物会的邀请，到维也纳参加大会（又称万国保护动物大会）。在会上，她发表了题为“废屠”的演说，在到会的二十五个国家的公使以及5000多名代表中反响强烈。

### 道教立场
道教反对惊吓、虐待动物。《庄子秋水》一文中说络马首、穿牛鼻，都是违背自然的东西。《老君说一百八十戒》中第一百三十二条规定不得惊鸟兽。《三百大戒》中也规定不得惊怛鸟兽，蹴以穷地。此外，《老君说一百八十戒》中的第四十九条规定不得以足踏六畜。第一百二十九条规定不得妄鞭打六畜。《中极洞真智慧观身大戒经》中「三百大戒」第六十四条规定：不得惊散栖伏；第一百七十二戒规定：不得惊惧鸟兽，促致穷地；第三十四戒规定：不得鞭打六畜；第三十五戒规定：不得有心践踏虫蚁；第六十戒规定：不得便溺虫蚁上。

### 古籍记载
《孟子·梁惠王上》：「君子之於禽獸也，見其生，不忍見其死；聞其聲不忍食其肉，是以君子遠庖廚也。」
《禮記·玉藻》：「君無故不殺牛，大夫無故不殺羊，士無故不殺犬、豕。」

## 虐待動物的可見原因的各种類型

### 工業化的畜牧业
現代畜牧业工場採用的密集式的设计、畜牧业的一些常規程序以及工業行为，都會損害動物的自然生理；這可以被視為虐待動物。有資料指出，受捕獵、作为寵物、用于實驗室、被飼養用于毛皮製造的動物數量是遠低于牲畜的數量，所以保护動物權益實際上可以説是保护牲畜的權益。雞、牛、豬，或其他牲畜所受的虐待的程度和數量是遠高於其他動物的。人類對肉食的過度提取，也是導致牲畜的惡劣處境的因素。
以下是導致疼痛的侵入性手術列表及經常引起動物福利爭議的飼養條件
| 種類       | 侵入性手術                                                                                      | 飼養場地問題                                                        |
| ---------- | ----------------------------------------------------------------------------------------------- | ------------------------------------------------------------------- |
| 肉雞       | - 去喙                                                                                          | - 高飼養密度 - 狹小活動空間                                         |
| 公牛       | - 烙印 - 閹割 - 截冠術 - 耳環 - 鼻環 - 活動約束 - 斷尾 - 舌切除術（小牛）                       | - 高密度飼養（飼養場） - 狹小活動空間（飼養場） - 小牛欄            |
| 乳牛       | - 活動約束 - 人工授精 - 截冠術 - 耳環 - 斷尾 - 烙印 - 鼻環                                      | - 高密度飼養 - 狹小活動空間 - 與小牛分離 - 被擠奶器束縛             |
| 肉用火雞   | - 去喙 - 切除皮瘤 - 去爪 - 切除聲帶 - 去距 - 剪趾                                               | - 高密度飼養 - 狹小活動空間                                         |
| 狗         | - 閹割 - 剪尾 - 耳切除術 - 剪耳 - 電擊屠宰 - 不人道的運送方式                                   | - 高密度飼養 - 狹小活動空間                                         |
| 鴨子和鵝   | - 灌食 - 強採羽絨 - 剪羽                                                                        | - 高密度飼養 - 狹小活動空間                                         |
| 蛋雞       | - 去喙 - 雞眼鏡 - 修（雞）冠                                                                    | - 高密度飼養 - 狹小活動空間                                         |
| 山羊和綿羊 | - 耳環 - 耳切除術 - 截冠術 - Marking - Mulesing - 斷尾 - 修剪牙齒                               | - 高密度飼養（紡織業、活體出口） - 狹小活動空間（紡織業、活體出口） |
| 馬         | - 閹割 - 烙印 - 馬銜索                                                                          | - 高密度飼養 - 狹小活動空間                                         |
| 豬         | - 閹割 - 二氧化碳昏厥術 - 耳切除術 - 耳環 - 剪耳 - 鼻環 - 斷尾 - 刺青 - 拔牙（小豬） - 獠牙切除 | - 妊娠箱 - 高密度飼養 - 狹小活動空間                                |

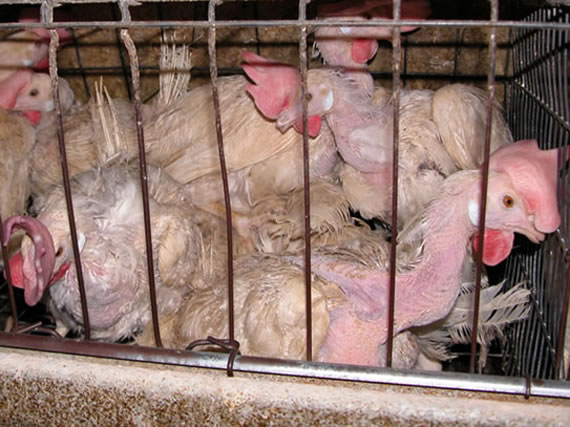
在狹小籠子裡產蛋的母雞

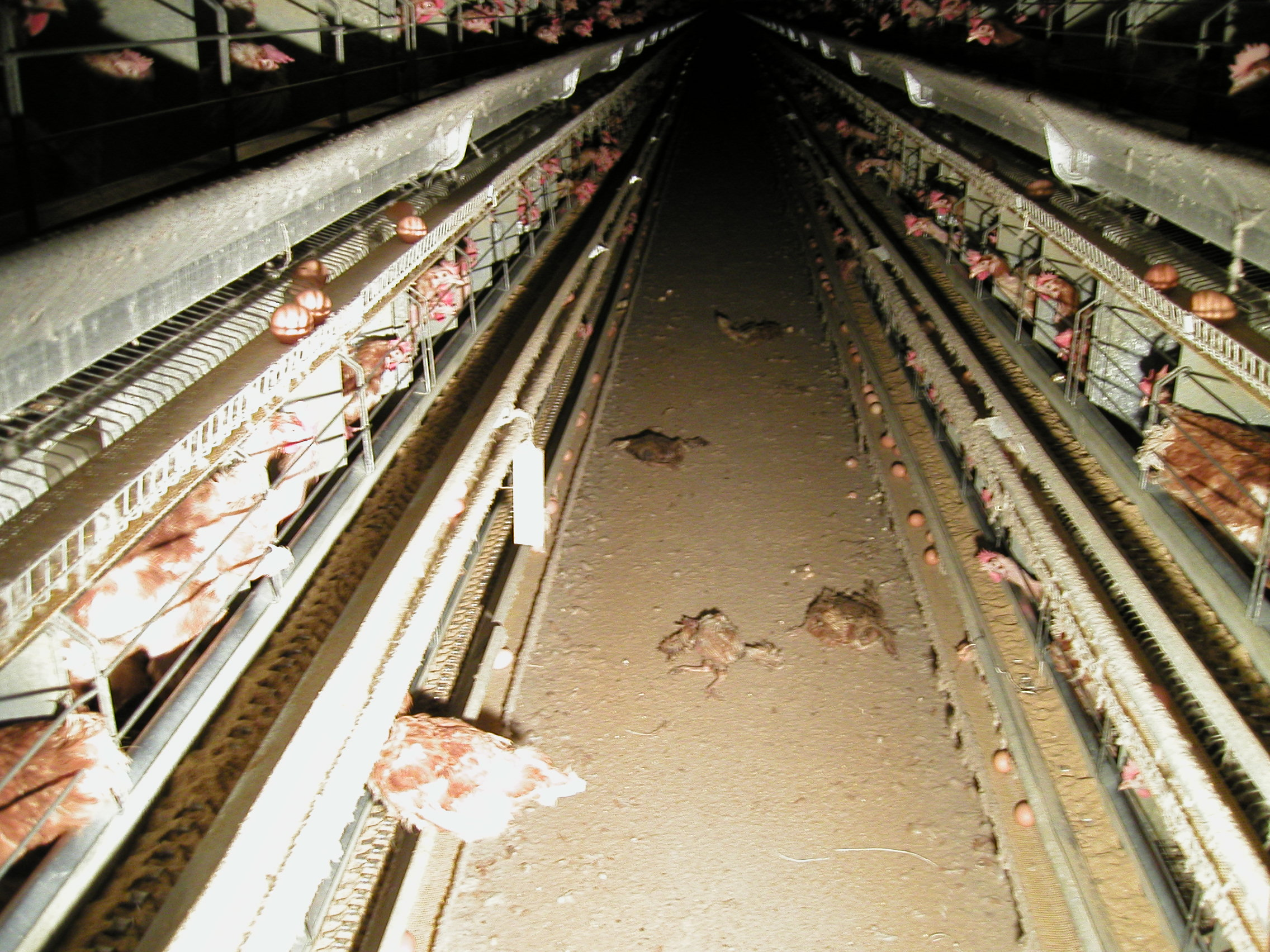
一座蛋雞飼養場

1. ↑  '皮瘤' 是指位於火雞前額富有彈性的細薄組織，能夠幫助散熱及求偶。
2. ↑  '雞眼鏡'或稱'雞盲罩'指將兩片紅色塑膠制「眼罩」擋住雞隻正面的視線，以剝奪雞隻視力，避免雞隻間互相啄傷。
3. ↑  '修（雞）冠'是指將雞冠, 雞肉垂移除手術（有時候也包含耳葉）。
4. ↑  'Marking'指同時對羊羔進行斷尾、閹割、mulesing 的做法。
5. ↑  'Mulesing' 指割除羊隻臀部大量皮層及肉塊使皮膚變得光滑以避免皮膚皺褶處吸引蒼蠅產卵。
6. ↑  小豬出生時即有8顆牙齒。如果沒有剪掉牙齒，母豬的乳房可能會被仔豬傷害。拔掉牙齒還可以防止小豬在打架或玩耍時受傷。

### 施行者的心理障礙及暴力傾向
虐待動物的行为很多時都是嚴重心理疾病的一種徵兆。這種行爲有時更會被使用以作为一種恐吓的手段，藉對動物的殘暴傷害嚇退恐吓對象。

### 疏忽、養殖知識的缺乏

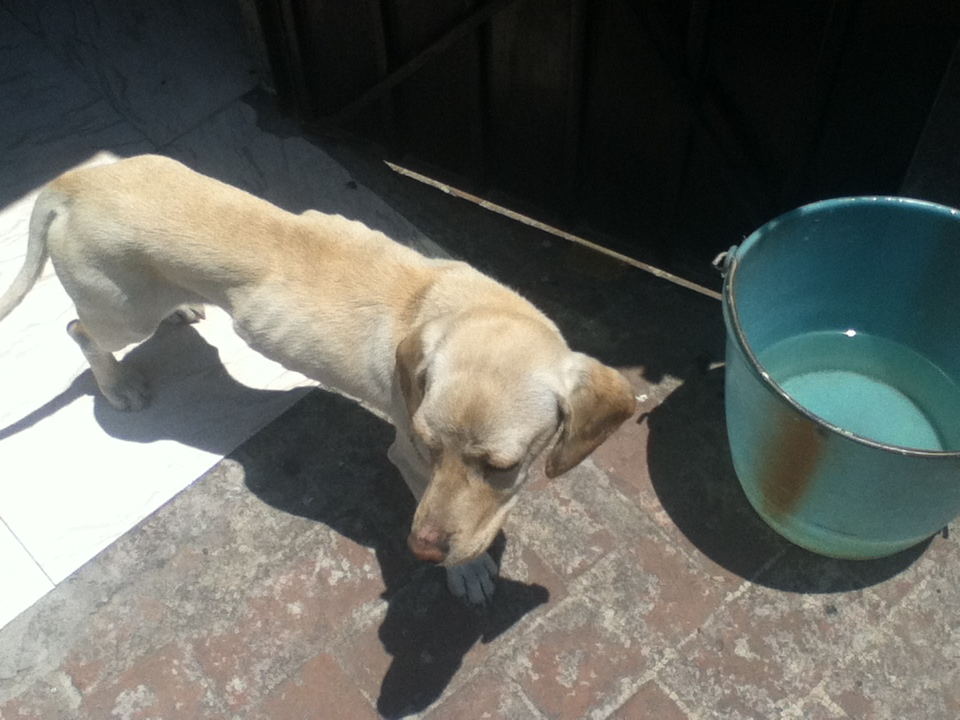
被營救回來，體形瘦削的米格鲁；這是長期缺乏照顾的後果。

對非人类動物畜意或非畜意的忽視，可以構成對該動物的間接虐待。沒有提供足够的食物、食水、與寄生蟲感染或其他疾病相关的醫療、能抵御極端天气的妥善居所，以及在有需要的情況下沒有尋求獸醫護理，這些都可以構成對該動物的忽視。
養殖知識的缺乏可以導致對動物非畜意的忽視，也是間接虐待的一種。

### 文化上的儀式
在泰國，訓練員會對剛剛被俘的亚洲象進行一種被稱為「精神粉碎法」的訓練方式，藉着不准許大象睡眠，不給與足够的食物和食水，试图毁掉大象的精神，使他們服從主人；此外，訓練員還會將釘子打入大象的耳朵和腳部。在古代的文化中經常出現對動物的殘忍虐待。現代美洲的薩泰裡阿教是一種結合非洲原始宗教和天主教儀式的宗教，该教派的儀式中還會出现動物祭祀。古蘇格蘭人會用一種稱為Taghairm的儀式來召喚魔鬼，儀式中也有出现對動物的虐待。
現時國内一些動物園內的魚池仍然會出现被不文明遊客當成許願池去拋擲硬幣的情况，池內的動物往往是被擲的目標；這是由于中國遊客有效仿寺廟向長壽動物石像投硬幣祈福的傳统。

### 戰場
军用动物是指一種特殊的役用动物，被使用于战場和其他战爭行为。馬、鸽子、狗、老鼠是幾種較最常見的军用动物，现代最常利用的动物還有海豚和海狮。使用军用动物的人道性爭議只有在最近才被提出，將動物投入戰斗、作为生物炸弹、用於軍事實驗用途，是其中幾種最具爭議性的行为。
中国歴史上也有使用军用动物的记载。《史记·田单列传》中有記载：「乃收城中得千余牛……束兵刃于其角，而灌脂束苇于尾，烧其端；凿城数十穴，夜纵牛，壮士五千人随其后，牛尾热，怒而奔燕军，燕军夜大惊。」说战国時齐国大将田单于夜间用牛千余头，牛角上缚上兵刃，尾上缚苇灌油，以火点燃，冲擊燕军；這也被認為是虐待動物的一種。

### 不必要的科學實驗或演示
進行不必要的科學實驗或演示而對動物造成嚴重的傷害或苦楚，可被視爲虐待動物的一種。隨着現代道德標準的逐漸提高，這種情况已較以往的有所改善。

### 不當的放生
不当的放生活动很多時是對动物的間接虐待，即使大部份的案件都不是刻意的。很多時放生者因缺乏相关養殖知识，选择了對被放生動物的生存不利的放生的地点，例如將淡水魚放生到海洋，這樣的情况下，動物即使能存活也只是少数。另外，被放生的群居動物大多因为无法混入原来的野生動物群体，沒有得到妥善的照顾，最终因不能獨自生存致死。即使被放生動物能融入原來的生态，這樣的外来物种如威胁到原生物种的生存，则是對原來生态的一種入侵，很容易造成生态灾难。

## 各國家或地區相关法例
大多数国家的立法中有禁止虐待动物的规定，这些法律大多数限于要求对动物提供至少的护理和人道的对待，但它们不要求为动物提供优惠的待遇，也不要求爱护动物。它们一般要求对动物提供居住、食物和医疗保护，以及不拷打动物，或以不人道的方式杀动物。一般来说传统的但有争议的行为（比如在医学研究中使用啮齿动物做实验）比較不會受到法律約束。

### 東亞地域

#### 日本
日本保护、管理非野生动物的法律—《爱护及管理动物相关法律》，制定于1973年，1999年又进行了修改，原总理府依据该法对猫犬、展示动物、试验动物、产业动物等制定了诸多饲养、保护和管理标准。该法在基本原则中阐明了制定法律的目的是要在国民间树立爱护动物的风气，培养尊重生命、和平友爱的情操；同时通过对动物的合理管理，防止动物对人身和财产的侵害。立法理念是基于「动物也有生命」的认识，杜绝虐待动物，在了解动物习性的基础上善待动物，建立人与动物共生的社会。处罚条款规定，滥杀和任意伤害动物要处一年以下徒刑，同时处以100万日元的罚款，虐待和遗弃动物罚款30万日元。 

#### 中華民國
根據中華民國
《動物保護法》第六條規定；任何人不得騷擾、虐待或傷害動物。

#### 中华人民共和国
在中国大陆，除部分地区先行制定的地方性法规以外，对于虐待动物行为目前没有具体、明确的法律规定。已经有此方面的学者和人大代表在2009年向相关部门提交了《中华人民共和国动物保护法》（专家建议稿），并申请立法。此部法律中，明确地指出了普通动物应享有的权利，和侵犯动物的权利所应承担的处罚和法律责任，强调了虐待动物是犯罪行为。然而《动物保护法》遇到很大阻力，考虑到中国现实国情，2010年专家又以反虐待为底线起草了《反虐待动物法》，两个版本至今无果，不过努力并未间断，2015年根据央视新闻报道，政协委员腾格尔提案呼吁，尽快推进《中华人民共和国反虐待动物法》，营造人与自然文明和谐共处氛围。

##### 香港
《防止殘酷對待動物條例》自1935年港英政府時期訂立以來，便禁止任何人殘酷對待動物，違反該法例者可被判監禁及罰款。

##### 澳门
早在2014年澳門立法會審議了《動物之法律地位及保護》法案，但該法案未能在立法會中取得半數通過，而後同年行政會議完成討論有關《動物保護法》法律草案，並於2016年立法會正式通過《動物保護法》。

### 东南亚地域

#### 马来西亚
早在1953年，马来西亚就已制定了《1953年动物法令》。2015年再次重修法令，新增《2015年動物保护福利法令》。根據法令，任何动物施虐者或疏于照顾宠物的饲主都可被罚款最低2万令吉及最高10万令吉，或最高监禁不超过3年或两者兼施。

### 北美地域

#### 美国
美國於1966年頒布了《1966動物福利法》（Animal Welfare Act of 1966或簡稱AWA）。它是美國唯一一個規範動物研究、展覽、商業銷售及運輸的聯邦法律。該法案經過八次修訂（1970年、1976年、1985年、1990年、2002年、2007年、2008年、2013年）

#### 加拿大
根據加拿大刑法，蓄意給動物造成不必要的傷害、疼痛或折磨是違法的，特別是毒害動物。傷害或威脅他人動物也是違法的。加拿大的大多數省及地區都有關於動物保護的立法（但是，基於食用目的而毒殺貓或狗在法律上並沒有被明確禁止。）
在Animal Legal Defense Fund發布的年度報告裡；2014年有關於動物保護法律執行最完善的四個省為曼尼托巴省、英屬哥倫比亞省、安大略省和新斯科舍省。最不完善的四個省及地區為薩克其萬省、西北地區、魁北克省和努納福特地區。

## 注腳
1. ↑  风花雪月是民国: 最奇吕碧城传 夏墨著
2. ↑  生态社会的环境法保护对象研究 文同爱著
3. ↑  .   [2017-04-27]. （原始内容存档于2022-09-27）.
4. ↑  Schwartzkopf-Genswein, K. S.; Stookey, J. M.; Welford, R. . Journal of Animal Science. 1 August 1997, 75 (8): 2064–2072. ISSN 0021-8812. PMID 9263052. S2CID 18911989. doi:10.2527/1997.7582064x.
5. ↑  Coetzee, Hans. . Elsevier Health Sciences. 19 May 2013  [5 April 2017]. ISBN 978-1455773763. （原始内容存档于29 July 2020） （英语）.
6. ↑  . www.avma.org.   [5 April 2017]. （原始内容存档于23 June 2017） （美国英语）.
7. ↑  Goode, Erica. . The New York Times. 25 January 2012  [5 April 2017]. ISSN 0362-4331. （原始内容存档于6 April 2017）.
8. ↑  Grandin, Temple. . CABI. 21 July 2015  [5 April 2017]. ISBN 9781780644677. （原始内容存档于29 July 2020） （英语）.
9. ↑  . www.grandin.com.   [5 April 2017]. （原始内容存档于13 December 2017）.
10. ↑  Doyle, Rebecca; Moran, John. . Csiro Publishing. 3 February 2015  [5 April 2017]. ISBN 9781486301621. （原始内容存档于29 July 2020） （英语）.
11. 1 2  . Stop Yulin Forever.   [2019-11-05]. （原始内容存档于31 October 2019） （美国英语）.
12. ↑  Rogers, Martin. . USA TODAY.   [2019-11-05]. （原始内容存档于8 January 2020） （美国英语）.
13. ↑  . Australian Veterinary Association.   [1 May 2013]. （原始内容存档于25 July 2014）.
14. ↑   (PDF). 2019-12-20  [2021-03-29]. （原始内容 (PDF)存档于2019-12-20）.
15. ↑   (PDF).   [2010-03-19]. （原始内容 (PDF)存档于2008-10-01）.
16. ↑  .   [2010-03-19]. （原始内容存档于2008-05-01）.
17. ↑  169章 - 防止殘酷對待動物條例
18. ↑  .   [2017-04-27]. （原始内容存档于2019-08-17）.
19. ↑  . （原始内容存档于2021-07-07）.
20. ↑  . 新京报网. 2018-12-07  [2020-04-13]. （原始内容存档于2021-03-13）.
21. ↑  网易. . news.163.com. 2015-03-06  [2020-04-13]. （原始内容存档于2021-01-21）.
22. ↑  . www.elegislation.gov.hk.   [2022-09-27]. （原始内容存档 (PDF)于2016-08-20）.
23. ↑  . www.chinacourt.org.   [2024-09-29].
24. ↑  . www.atfpm.org.mo.   [2024-09-29]. （原始内容存档于2024-06-20）.
25. ↑  . www.al.gov.mo.   [2024-09-29].
26. ↑  . 澳门特别行政区政府入口网站. 2014-06-20  [2024-09-29] （中文（简体））.
27. ↑  . bo.io.gov.mo.   [2024-09-29]. （原始内容存档于2022-03-19）.
28. ↑  . Malaysia Daily. 2018-12-07  [2023-07-15]. 原始内容存档于2023-07-15.
29. ↑  . LC 小家伙综合网. 2015-04-10  [2023-07-16]. 原始内容存档于2023-07-16.
30. ↑  . PressDaily. 2017-02-28  [2023-07-16]. 原始内容存档于2023-07-16.
31. ↑  .   [2021-07-07]. （原始内容存档于2021-07-07）.
32. ↑  "Cruelty to Animals" 的存檔，存档日期2015-03-04., Criminal Code, s. 445.1.
33. ↑  "Assaults" 的存檔，存档日期2014-09-11., Criminal Code, s. 264.1(1)(c).
34. ↑  .   [2021-07-07]. （原始内容存档于2022-03-29）.
35. ↑  "Provincial Legislation" 的存檔，存档日期2021-07-08.
36. ↑  . 2016-03-17  [2019-11-05]. （原始内容存档于2016-03-17）.
37. ↑  "2014 Canadian Animal Protection Laws Rankings" 的存檔，存档日期2014-08-10.